# Benazepril
Benazepril ist ein Arzneistoff aus der Gruppe der ACE-Hemmer, der zur Behandlung der arteriellen Hypertonie (Bluthochdruck) und der Herzinsuffizienz eingesetzt wird. Benazepril ist ein Prodrug. Nach der Hydrolyse zu Benazeprilat hemmt es das Angiotensin-konvertierende Enzym (ACE).

## Pharmakologie

### Anwendungsgebiete
Benazepril wird einzeln (Monotherapie) und in Kombination mit anderen Blutdrucksenkern (Kombinationstherapie, insbesondere mit Diuretika oder Kalziumkanalblockern) überwiegend zur Therapie des Bluthochdrucks eingesetzt. Auch zur Behandlung der Herzinsuffizienz kann es eingesetzt werden.

### Wirkmechanismus
Benazepril führt als Inhibitor des Angiotensin Converting Enzyme zu einer verminderten Bildung von Angiotensin II aus Angiotensin I. Diese verminderte Bildung von Angiotensin II bedingt eine Abnahme des Tonus der Blutgefäße und damit eine Abnahme des Blutdrucks. Ebenfalls führt die Abnahme des Angiotensin-II-Spiegels zu einer Verringerung der Aldosteron-Freisetzung aus der Nebennierenrinde und somit zu einer Beeinflussung des Wasserhaushalts (siehe auch Renin-Angiotensin-Aldosteron-System).

### Gegenanzeigen
Benazepril darf nicht bei Überempfindlichkeit gegen andere ACE-Hemmer, bei einem vorberichtlich bekannten angioneurotischen Ödem infolge eines früheren Einsatzes eines ACE-Hemmers, bei angeborenem oder idiopathischen angioneurotischen Ödem, bei beidseitiger Nierenarterienstenose, nach Nierentransplantationen, bei hämodynamisch bedeutsamer Aorten- oder Mitralklappenstenose sowie hypertropher Kardiomyopathie und bei primärem Hyperaldosteronismus eingesetzt werden. Die gleichzeitige Anwendung Aliskiren-haltiger Arzneimittel ist bei Patienten mit Diabetes mellitus oder Niereninsuffizienz kontraindiziert. Im zweiten und dritten Schwangerschaftsdrittel darf der Wirkstoff nicht angewendet werden, auch im ersten Schwangerschaftsdrittel wird die Anwendung nicht empfohlen.

## Pharmakokinetik

Benazeprilat – aktiver Metabolit von Benazepril

Benazepril wird nach oraler Aufnahme schnell resorbiert und in der Leber zu Benazeprilat hydrolysiert. Es passiert die Plazentaschranke. Die Ausscheidung erfolgt vor allem über die Niere. Die Eliminationshalbwertszeit beträgt beim Hund 3,5 Stunden, die maximale Wirkung setzt nach 2 Stunden ein. Die Eliminationshalbwertszeit beim Menschen beträgt 10 bis 11 Stunden.

## Handelsnamen
Humanmedizin
Benazeplus, Cibadrex, Cibacen und Generika
Tiermedizin
Actikor, Benacep, Benadog, Benakor, Benazecare, Benefortin, Cardalis, Fortekor, Fortepril (außer Handel), Kelapril, Nelio, Prilben, Virbakor
Kombinationspräparate
- mit Pimobendan: Fortekor Plus
- mit Spironolacton: Cardalis